# 一遺伝子雑種
一遺伝子雑種（いちいでんしざっしゅ、英: monogenic hybrid）とは遺伝学の用語のひとつで、対立形質を1組選んで交雑させて得られた雑種、あるいはそのような交配実験を指す。
対立形質を2種類選んで交雑させた雑種第一代は二遺伝子雑種という。
対立形質を1組しか持たない生物は考えられないから、一遺伝子雑種とは、ある1組の対立形質に着目して他の対立形質は無視している、ということに過ぎない。実際には、どの遺伝子がどの形質を支配しているかはわからない。一つの遺伝子が表現形としては複数の形質を支配する場合もあるから、むしろ一つの対立形質を取り上げての交配実験のこと、と見るべきであろう。
現実の生物は、きわめて多数の形質を持ち合わせており、それらは互いに関わり合いをもっているから、そこから個々の形質だけを取り上げるのはかなり乱暴な操作であるが、グレゴール・ヨハン・メンデルはそれを行ったことでメンデルの法則を明確化させ得たことは重要である。